# Florisando
Florisando es el sexto libro de la serie de libros de caballerías españoles iniciada con el Amadís de Gaula. Su autor fue Ruy Páez de Ribera y su primera edición apareció en Salamanca en 1510. La obra, que siguiendo el tópico de la falsa traducción se dice sacada del toscano, fue dedicada a don Juan de la Cerda, duque de Medinaceli, conde del Puerto de Santa María y señor de las villas de Cogolludo y Deza.

## Argumento
La obra incluye un largo prólogo en varios capítulos, dirigido a demostrar la falsedad de los encantamientos. El texto del libro propiamente dicho, que contiene 231 capítulos, relata la vida de Florisando, hijo extramatrimonial del rey Florestán de Cerdeña, medio hermano de Amadís de Gaula, y de la hermosa dama Corisanda, princesa de Norgales.  
Florsiando nace durante un viaje de Corisanda por mar y es confiado a la custodia de un ermitaño llamado Enselmo, en una tierra desconocida, mientras Corisanda se retira a la vida religiosa en una isla. La temprana afición de Florisando a la caballería lo lleva a recibir la investidura por parte de un caballero desconocido y comienza una vida de aventuras. El desconocido es el rey Arbán de Norgales, hermano de Corisanda, que junto con Galvanes, Angriote y otros pocos caballeros más constituyen un obstáculo para los planes de conquistar Gran Bretaña urdidos por un grupo de paganos, gigantes y parientes de Arcaláus el encantador. Después de vencer uno tras otro a los gigantes de la isla de Perdición y de conquistar sus castillos, Florisando libera de sus prisiones a tres valientes caballeros de la corte de Amadís. El grupo se divide para prestar auxilio a diversos territorios atacados por los infieles (Gran Bretaña, Gaula, la Ínsula Firme). Florisando y sus compañeros emprenden viaje con el propósito de ayudar al rey don Bruneo de Bonamar, asediado en la ínsula de Landas. Durante la jornada liberan los territorios del rey de Dacia y del rey de Cerdeña de los usurpadores del trono, y devuelven el de Cerdeña al rey Florestán, cuyos hijos Parmineo y Florestán se unen al grupo de Florisando. Entre los prisioneros liberados en Cerdeña se halla también Arquisil, hijo del emperador romano homónimo, esposo de Leonoreta y padre de Teodora. Arquisil es enviado a Roma con una embajada del rey Arbán, para pedir al emperador apoyo militar para hacer frente a los ataques que sufre Gran Bretaña y de interceder ante el papa para tratar de poner fin al encantamiento del rey Amadís y otros famosos caballeros. Ambas peticiones son aceptadas y el papa prepara un grupo de monjes para que se dirijan a la Ínsula Firme. Antes de llegar a la isla de Landas, la armada de Florisando libera otros dos reinos, el de Saxia y el de Cantaria, y después se logra devolver sus dominios al rey don Bruneo. De regreso en Roma, Florisando vence en un duelo a favor de la duquesa de Ferrara, y se enamora de Teodora, la hija del emperador Arquisil. El príncipe Arquisil, armado caballero por Florisando, parte hacia Gran Bretaña al frente de una fuerte armada; otro ejército se dirige a Mongaza, y un tercero, encabezado por Florisando, a la isla de Perdición. Poco a poco se reconquistan todos los territorios ocupados por los enemigos y sus fuerzas son destruidas. Mientras tanto, después de haber reunido a un gran grupo de religiosos británicos, los monjes enviados por el papa se reúnen en la Ínsula Firme y realizan allí un rito que deshace el hechizo efectuado por Urganda la Desconocida, y el rey Amadís y sus compañeros son desencantados. Enterados de esto, Florisando y sus compañeros se encaminan a Londres, a donde también llega el emperador Arquisil junto con su hija Teodora. En la corte se desarrollan nuevas relaciones amorosas y enfrentamientos caballerescos. Llega una solicitud de ayuda de Corisanda, debido a que la isla donde se encuentra retirada está siendo asediada por enemigos. Florisando va en su ayuda, derrota a los atacantes y es reconocido por Corisanda. De regreso en Londres, Florisando es también reconocido por su padre el rey Florestán: poco después se celebran las bodas de Florisando y Teodora; del príncipe Arquisil con Elisena, hija de Amadís y Oriana; de Parmineo y Brisaida y de Paniflor y Claudia, y se reparten los territorios conquistados.
En el último capítulo de la obra, el autor anuncia al duque de Medinaceli que queda parte della en que se recuentan otros muchos y grandes fechos del príncipe Florisando y destos caballeros, y la muerte del rey Amadís. Y porque no tengo espacio de la poder traducir, reciba vuestra señoría ésta, y si de lo que queda es servido que lo saque y compile la otra parte con ésta como vuestra señoría me lo mandare, así lo porné en obra.

## Ediciones y continuación
Caracterizado por un tono moralizante y devoto y la constante presencia de elementos religiosos en contraposición a los mágicos, el libro de Páez de Ribera solamente fue reimpreso en dos oportunidades (Toledo, 1510, y Sevilla, 1526), a pesar de lo cual fue continuado por Juan Díaz en su Lisuarte de Grecia, publicado en Sevilla en 1526. Una traducción del libro al italiano, con el título de Florisandro, se imprimió en Venecia en 1550 y se reimprimió en 1551, 1600 y 1610.